# Si la guerra es buen negocio, invierte a tus hijos
Si la guerra es buen negocio, invierte a tus hijos es la pista número 4 del álbum En el maravilloso mundo de Ingesón, el último de la banda bogotana The Speakers. Es una canción compuesta por el bajista Humberto Monroy en la cual hace una crítica a la guerra, fue grabada en los "Estudios Ingeson" de Manuel Drezner a finales de 1968. Ocupó la séptima posición de la lista 50 grandes canciones colombianas organizada por la revista Rolling Stone Colombia en 2014.

## Letra
| Español: Si la guerra es buen negocio invierte a tus hijos Llévalos al frente asesinar a sus hermanos Con una medalla te podrás lavar las manos Y muy orgulloso le dirás a tus gusanos: - ¡Hola que tal! - ¡Hola! ¿Por qué tanta felicidad? - Oí que la guerra mató a muchos, ¡lo acaban de condecorar! - Pero que fantástico, ¿quien tuviera un hijo así? Si la guerra es buen negocio invierte a tus hijos Háblales del odio que tú llevas escondido Hasta cuando seguirás siendo tan estúpido Con tu forma de pensar, paz no habrá en el mundo Si la guerra es buen negocio invierte a tus hijos | Inglés If war is a good deal invest in it your children Take them to the forefront to kill their brethren Being award with a medal You could pass the buck And tell your worms proudly: -Hi, how are you? -Hi, why are you so happy? -My son has killed many people at war and he has just been awarded -It is amazing! Who could have a son like him? If war is a good deal invest in it your children Talk with them about your hidden hatred For how long will you be so stupid? By your way of thinking, There will never be peace in the world If war is a good deal invest in it your children |